# Stephan Schmidt (Jurist)
Stephan Schmidt (* 1977) ist ein deutscher Rechtsanwalt, Lehrbeauftragter und Aufsichtsrat beim 1. FSV Mainz 05.

## Leben und beruflicher Werdegang
Schmidt studierte Rechtswissenschaften an der Technischen Universität Dresden und der Johannes Gutenberg Universität in Mainz, wo er sich früh auf IT- und Datenschutzrecht spezialisierte. 2003 legte er in Mainz sein erstes juristisches Staatsexamen ab. Nach dem juristischen Referendariat mit Stationen in Koblenz, Frankfurt, München und San Diego begann er seine Karriere als Rechtsanwalt mit Schwerpunkt auf IT-Vertragsrecht, IT-Sicherheitsrecht und Datenschutz. 2011 gründete er die Kanzlei TCI Rechtsanwälte in Mainz, wo er immer noch Partner ist.
Seit 2016 ist er Lehrbeauftragter für IT-Vertragsrecht beim Mainzer Medieninstitut. Schmidt ist Herausgeber einer Gesetzessammlung zum Cybersicherheitsrecht und gehört in diesem Bereich zu den führenden Köpfen in Deutschland. Er wurde in der Vergangenheit immer wieder in Fernsehbeiträgen als Experte konsultiert.

## Engagement im Sport
Seit November 2024 ist Schmidt Mitglied im Aufsichtsrat des Fußball-Bundesligisten 1. FSV Mainz 05 e.V.

## Veröffentlichungen (Auswahl)
- mit Olaf Griebenow: Vorschläge zur Urheberrechtsreform 2006. Synopse mit Erläuterungen. Verlag Mittelstand und Recht, Karlsruhe 2006, ISBN 3-939384-01-1.
- mit Melanie Jungbluth, Henrik Schmieding: IT-Security. Datensicherheit und Datenschutz im Unternehmen aus rechtlicher und praktischer Sicht. Verlag Mittelstand und Recht, Karlsruhe 2014, ISBN 978-3-939384-11-3.
- Autor in: Michael Intveen, Klaus Gennen, Michael Karger: Handbuch des Softwarerechts, 1. Auflage, Deutscher Anwaltverlag 2018, ISBN 978-3-8240-1341-8.
- Autor in: Ansgar Koreng, Matthias Lachenmann (Hrsg.): Formularhandbuch Datenschutzrecht. 4. Auflage. C. H. Beck, München 2025, ISBN 978-3-406-81141-8.
- Autor in: Heinrich Amadeus Wolff, Stefan Brink (Hrsg.): Datenschutzrecht. 2. Auflage. C. H. Beck, München 2022, ISBN 978-3-406-78990-8.
- Hrsg.: Cybersicherheitsrecht (Textsammlung). NIS-2-Richtlinie, CER-Richtlinie, Digital Operational Resilience Act, eIDAS-Verordnung, BSI Gesetz und viele weitere Texte. Verlag Fachmedien Recht und Wirtschaft, Frankfurt am Main 2024, ISBN 978-3-8005-1893-7.